# ペンドロ
ペンドロ (クルド語 Pêndro پێندرۆ, 英語 Pendro)は、トルコとの国境に近いエルビール県に位置するクルディスタン地域のクルド人の村。バルザンから北に約15-18キロに位置する。